# Юрмекейкіно
Юрмеке́йкіно (рос. Юрмекейкино, чув. Купăрля) — присілок у Чувашії Російської Федерації, у складі Александровського сільського поселення Моргауського району.
Населення — 190 осіб (2010; 184 в 2002, 278 в 1979; 340 в 1939, 246 в 1926, 203 в 1906, 213 в 1858).

## Історія
Історична назва — Юрмікейкін. До 1866 року селяни мали статус державних, займались землеробством, тваринництвом, слюсарством. 1930 року створено колгосп «Акатуй». До 1927 року присілок перебував у складі Шуматівської волості Ядрінського повіту. 1927 року присілок переданий до складу Аліковського району, 1939 року — до складу Совєтського, 1956 року — до складу Моргауського, 1959 року — повернутий до складу Аліковського, 1962 року — до складу Ядрінського, 1964 року — повернутий до складу Моргауського району.

## Господарство
У присілку діють клуб та магазин.